# Holý vrch (přírodní rezervace)
Holý vrch je přírodní rezervace na Holém vrchu v Ralské pahorkatině mezi vesnicemi Zahořany a Encovany v okrese Litoměřice. Chráněné území s rozlohou 37,3552 ha bylo vyhlášeno 1. listopadu 2013. Přírodní rezervace je v péči Krajského úřadu Ústeckého kraje.

## Předmět ochrany
Důvodem jeho zřízení je ochrana evropsky významné lokality Natura 2000 s výskytem polopřirozených suchých trávníků a facií křovin na vápnitém podloží, dubohabřiny a šípákové doubravy.

## Galerie

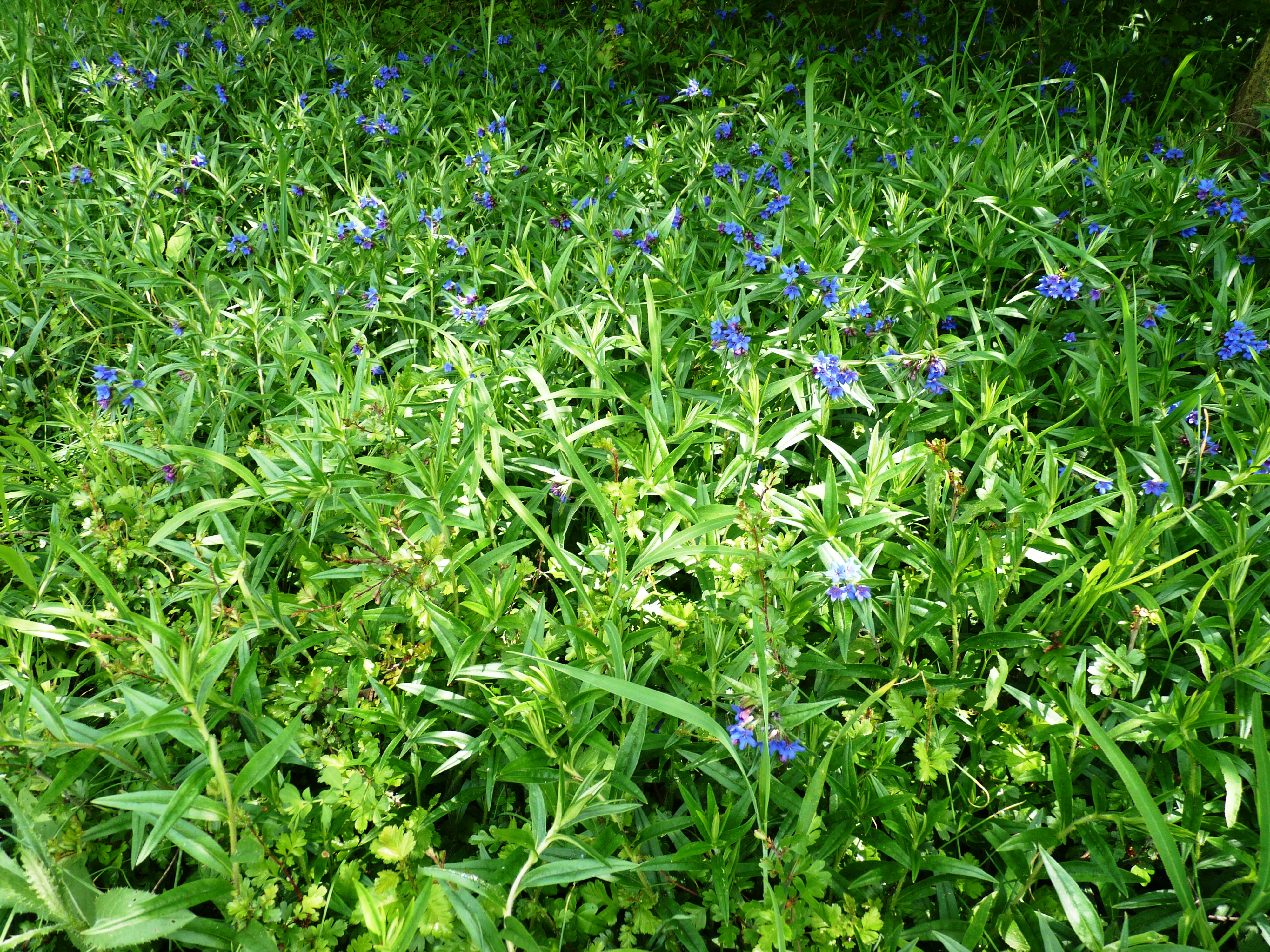
Kvetoucí bylina
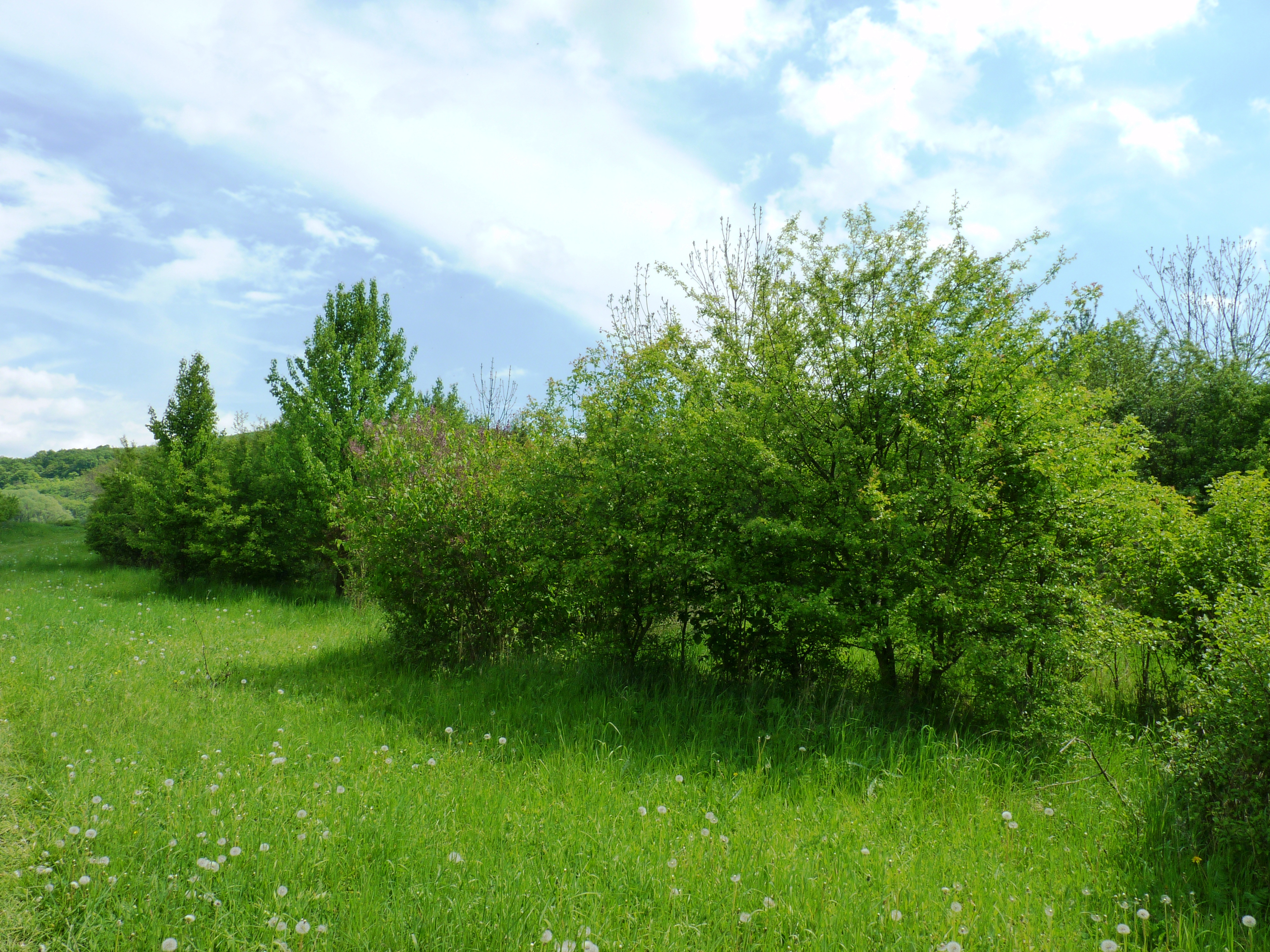
Křoviny
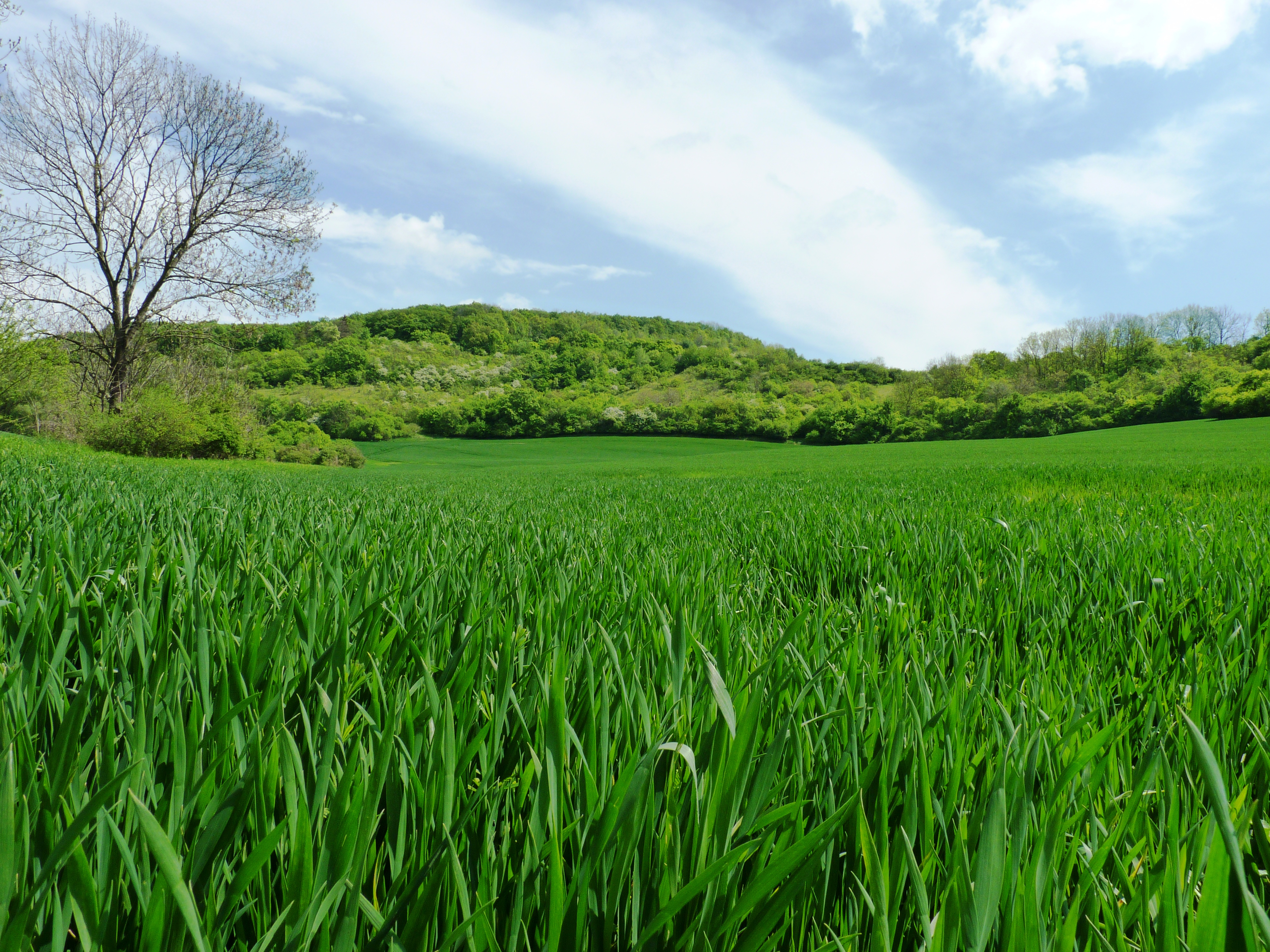
Celkový pohled